# Habach (Johanniskirchen)
Habach ist ein Ortsteil der Gemeinde Johanniskirchen im niederbayerischen Landkreis Rottal-Inn. Der Ort liegt nördlich des Kernortes Johanniskirchen am Habach. Östlich verläuft die St 2108 und fließt der Sulzbach, der über den Vilskanal in die Vils entwässert.

## Sehenswürdigkeiten
In der Liste der Baudenkmäler in Johanniskirchen sind für Habach zwei Baudenkmale aufgeführt:
- Das Rottaler Wohnstallhaus (Habach 1) mit Blockbau-Obergeschoss und Doppelschrot aus der Zeit um 1825/40 ist Teil eines Vierseithofes. Der zugehörige Stall mit Blockbau-Heuboden wurde gleichzeitig errichtet.
- Das um 1840/50 errichtete Bauernhaus (Habach 26) ist ein teilweise verschindelter, zweigeschossiger Blockbau mit Giebelschrot und nachträglich erhöhtem, flach geneigtem Satteldach.